# Rebecca Masika Katsuva
Rebecca Masika Katsuva, född 26 maj 1966 i Katana i Södra Kivu i Demokratiska republiken Kongo, död 2 februari 2016, var en kongolesisk människorättsaktivist och grundare av organisationen Association des Personnes Desherites Unies pour le Development (APDUD).
Under andra Kongokriget 1999 dödades hennes make, och Masika och parets tonåriga döttrar våldtogs i hemmet av beväpnade män. Döttrarna blev gravida och utstötta ur storfamiljen och Masika vårdades på sjukhus i sex månader.
Hon började uppsöka andra kvinnor som hade drabbats och inrättade en skyddad bostad för offren. Verksamheten växte efterhand och omfattar idag ett femtiotal hus där kvinnor kan bo, föda sina barn och försörja sig. Masika adopterade själv 18 barn som har fötts efter en våldtäkt.
År 2010 tilldelades hon Ginetta Saganpriset av Amnesty International för sitt arbete som också beskrivs i Fiona Lloyd-Davies dokumentärfilm Seeds of Hope från 2014.